# Бертольдо ді Джованні

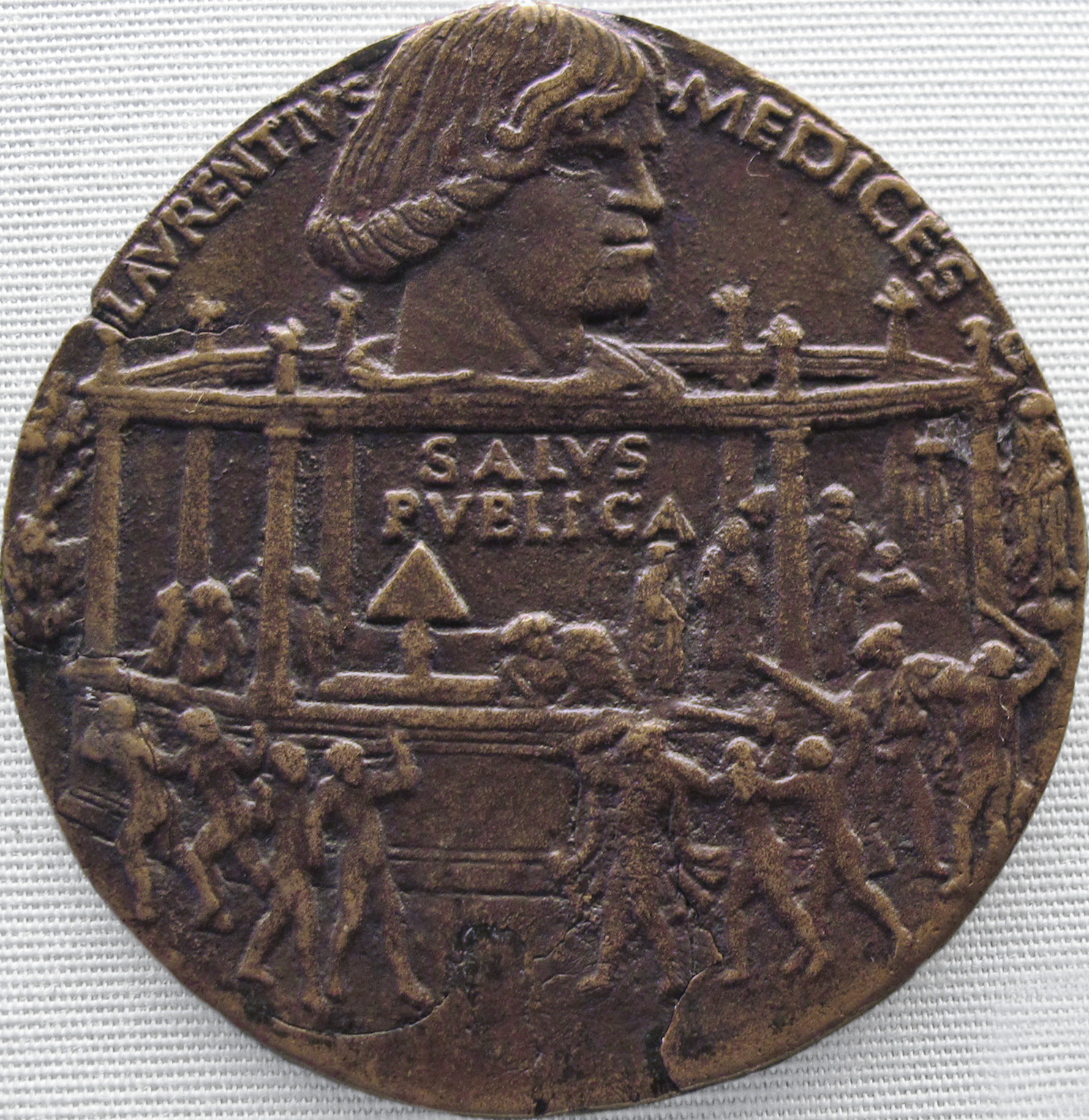
Бертольдо ді Джованні. Медаль про змову Пацці (1478)

Бертольдо ді Джованні (італ. Bertoldo di Giovanni; нар. після 1420, Поджо-а-Каяно — 28 грудня 1491, Флоренція) — італійський скульптор і медальєр епохи Відродження.

## Біографічні відомості
Бертольдо вчився у Донателло, багато років працював у його майстерні, закінчуючи незавершені роботи Донателло після смерті останнього в 1466 році, наприклад, бронзові рельєфи з кафедри, які зображували сцени із життя Христа в базиліці Сан-Лоренцо у Флоренції.
Пізніше Бертольдо став керівником і викладачем неформальної академії для художників і, зокрема, для скульпторів, яку Лоренцо Медічі заснував у своєму саду. Водночас Бертольдо там відповідав за римські старожитності. Хоча Бертольдо не був великим скульптором, деякі з найвидатніших скульпторів свого часу відвідували цю школу, такі як Мікеланджело, Баччо да Монтелупо, Джованні Франческо Рустічі та Якопо Сансовіно.

## Роботи

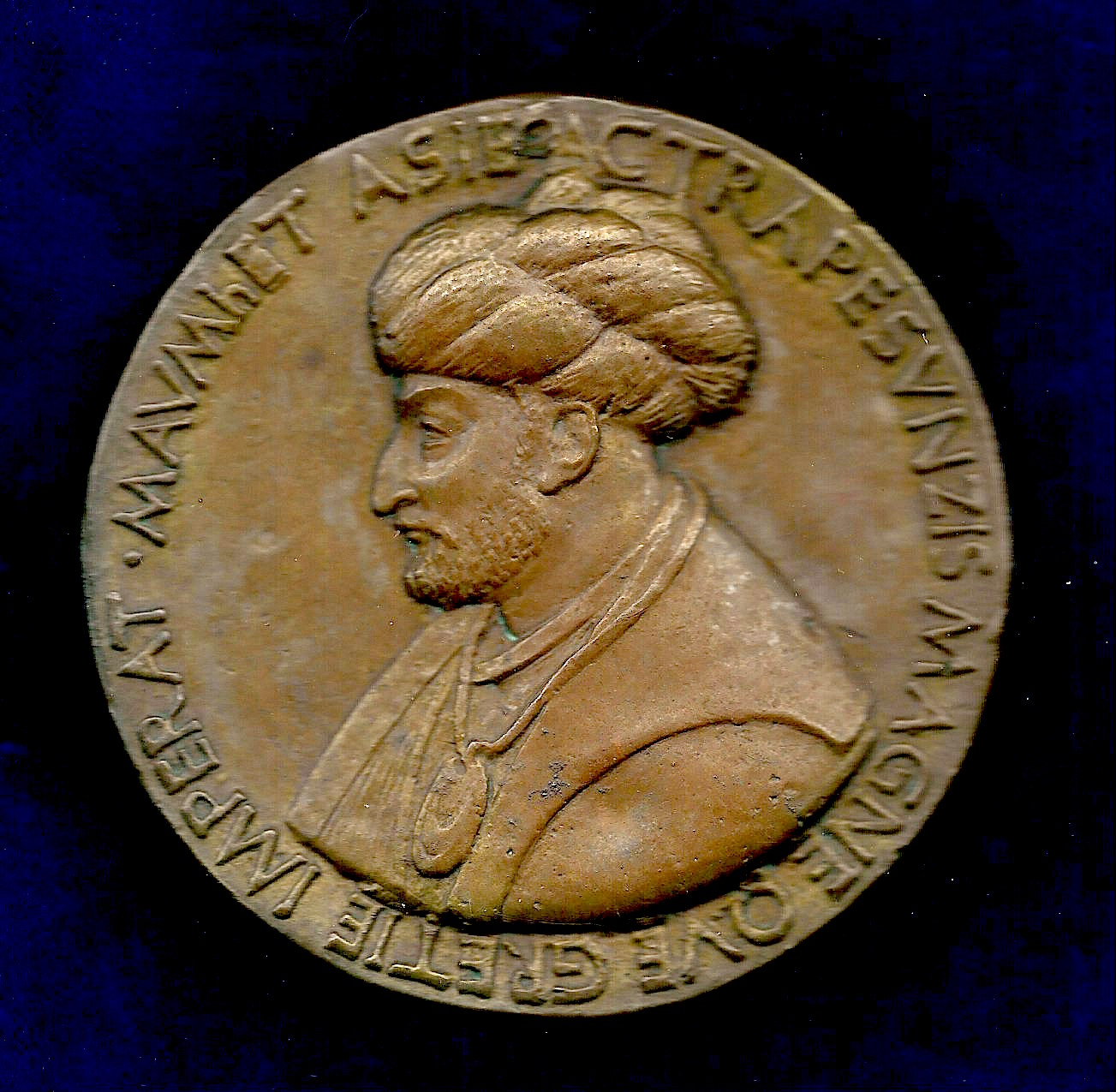
Мехмед Завойовник. Медаль авторства Бертольдо ді Джованні. Електротипія

Бертольдо Ді Джованні був скульптором медалі султана Мухаммеда II. Ді Джованні разом із кількома співробітниками створив «Фриз для портика вілли Медічі в Поджо-а-Каяно». Він є автором кількох медалей, які раніше помилково приписувалися Антоніо дель Поллайоло.

## Виноски
1. ↑  RKDartists
2. ↑  Draper J. D. Bertoldo di Giovanni // Grove Art Online / J. Turner — [Oxford, England], Houndmills, Basingstoke, England, New York: OUP, 2017. — doi:10.1093/GAO/9781884446054.ARTICLE.T008393
3. ↑  MutualArt.com — 2008.
4. ↑  Bertoldo di Giovanni, The Oxford Dictionary of Art and Artists, Oxford University Press. Retrieved 26 April 2015.
5. ↑  Bertoldo di Giovanni, Encyclopædia Britannica', retrieved 26 April 2015.
6. ↑  Brief Biography Bertoldo di Giovanni. Answers.com. Процитовано 5 лютого 2010.
7. ↑  Citrin, Dana (25 листопада 2019). The Little-Known Sculptor Who Taught Michelangelo and Studied under Donatello. Artsy (англ.). Архів оригіналу за 26 листопада 2019. Процитовано 21 вересня 2020.
8. ↑  Bertoldo di Giovanni: The Renaissance of Sculpture in Medici Florence. 8 вересня 2019.
9. ↑  Forrer, L. Biographical Dictionary of Medallists, Volume I, London 1904, p. 176–78.